# Vittorio Lugli
Vittorio Lugli (Novi di Modena, 30 settembre 1885 – Rapallo, 17 gennaio 1968) è stato uno scrittore, giornalista e critico letterario italiano.

## Biografia
Aveva appena cinque anni, quando si trasferì con la famiglia a Carpi. In questa città frequentò le scuole ginnasiali, completando poi a Modena gli studi liceali. All'università di Bologna fu allievo di Giovanni Pascoli, al quale fu sempre legato da sentimenti di affetto e di gratitudine, oltre che da grandissima ammirazione. Il grande poeta fu relatore alla sua tesi di laurea, discussa nel 1908 e pubblicata l'anno successivo, nonché premiata dall'università di Bologna.
Appena laureato, insegnò come supplente al ginnasio di Cento e, negli anni successivi dal 1911 al 1916, in numerose scuole secondarie da Viterbo a Montepulciano e poi, come titolare, da Imola a L'Aquila, da Monteleone di Calabria a Palermo. Allo scoppio della prima guerra mondiale, operò come ufficiale di artiglieria nell'Alto Cadore e in Macedonia, dove conobbe tra gli altri Alberto Savinio.
Finita la guerra, oltre a riprendere l'attività di docente di scuola secondaria a Forlì, collaborò attivamente a quotidiani e riviste letterarie come «La Cultura», allora diretta da Cesare De Lollis. Di quest'ultimo studioso condivise i metodi di ricerca, comuni anche ad altri collaboratori di spicco come Bruno Migliorini e Pietro Paolo Trompeo, col quale instaurò rapporti amicali. La grande predilezione del Lugli per la letteratura francese trovò spazio in quella rivista, dove nel 1924 apparve il suo saggio Rileggendo Racine, seguito due anni dopo dalla sua prima opera in volume Racine (1926)
In questi anni intensificò i suoi studi dedicati in netta prevalenza ad autori francesi, anche curando le rispettive "voci" della Enciclopedia Italiana. Nel 1927 ottenne la libera docenza in lingua e letteratura francese presso l'università di Bologna. In seguito a concorso per l'insegnamento delle suddette discipline, dal 1935 ricoprì tale cattedra nell'Università Statale di Milano. Durante i cinque anni di soggiorno milanese, collaborò tra l'altro all'Almanacco letterario Bompiani, al Dizionario letterario delle opere e dei personaggi e al Dizionario letterario degli autori del medesimo editore, con relativa direzione editoriale della sezione «Francese». Dal 1940-41 passò all'università di Bologna, dove fu poi anche docente emerito nel 1955.
Come giornalista collaborò in particolare al quotidiano bolognese «Il Resto del Carlino» e al settimanale «Il Mondo», «inserendosi a pieno titolo nella schiera dei grandi "elzeviristi"». Cavaliere della Legion d'onore, fu socio dell'Accademia nazionale dei Lincei.
«Critico sottile e meditativo, il Lugli è difficilmente classificabile nell'ambito della società letteraria contemporanea, a cominciare da quella universitaria dove è stato autorevole maestro»

## Opere
- I trattatisti della famiglia nel Quattrocento, Bologna-Modena, Formìggini, 1909.
- Racine, Roma, Formìggini, 1926.
- Il posto nel tempo. Pagine dei quarant'anni, Torino, Fratelli Buratti, 1930.
- Due Francesi: Flaubert-Chénier, Firenze, Le Monnier, 1933.
- Une amitié illustre: Montaigne et la La Boétie, Firenze, La Nuova Italia, 1935.
- Montaigne, Lanciano, Carabba, 1935.
- La Bruyère, Genova, Degli Orfini, 1935.
- Jules Renard, 1891, Milano, Industrie grafiche di Pietro Vera, 1938.
- Il prodigio di La Fontaine, Milano, Principato, 1939.
- Due moralisti, Milano, Leonardo, 1942.
- Il posto nel tempo. Ripresa e congedo, Milano, Bompiani, 1947.
- Julies Renard ed altri amici, Messina, D'Anna, 1948.
- Dante e Balzac con altri italiani e francesi, Napoli, E. S. I., 1952.
- Tre mezzi secoli, Venezia, Neri Pozza, 1955.
- Interpretazione di «Phedre», Bologna, Cappelli, 1958.
- Bovary italiane ed altri saggi, Caltanissetta-Roma, Sciascia, 1959.
- Pagine ritrovate. Memorie, fantasie e letture, Torino, Einaudi, 1964.

Alle opere sopra elencate sono da aggiungere le traduzioni e le edizioni di opere della letteratura francese, in particolare di A. De Musset, J. Racine, J. La Fontaine,, H. De Balzac, con relative introduzioni e note di Vittorio Lugli.